# Dasyscelidius
Dasyscelidius is een geslacht van rechtvleugeligen uit de familie sabelsprinkhanen (Tettigoniidae). De wetenschappelijke naam van dit geslacht is voor het eerst geldig gepubliceerd in 1954 door Beier.

## Soorten
Het geslacht Dasyscelidius omvat de volgende soorten:
- Dasyscelidius atrifrons Brunner von Wattenwyl, 1895
- Dasyscelidius brasiliensis Beier, 1962
- Dasyscelidius minimus Brunner von Wattenwyl, 1895